# Critérium du Dauphiné libéré 1980
La 32e édition du Critérium du Dauphiné libéré a eu lieu du 26 mai au 2 juin 1980. Elle a été remportée par le Néerlandais Johan van der Velde. Il devance au classement général Raymond Martin et Joaquim Agostinho.

## Équipes participantes
| Équipes professionnelles (8)- TI-Raleigh-Creda - Miko-Mercier-Vivagel - Puch-Sem-Campagnolo - Peugeot-Esso-Michelin - Teka - Splendor-Admiral - La Redoute-Motobécane - IJsboerke-Warncke Eis |
| |

## Classement général final
| \| Classement général \| Classement général \| Classement général \| Classement général \| Classement général \| \| Coureur \| Coureur \| Pays \| Équipe \| Temps \| \| ------------------ \| ------------------------ \| ------------------ \| --------------------- \| ------------------ \| \| 1er \| Johan van der Velde \| Pays-Bas \| TI-Raleigh-Creda \| 37 h 47 min 45 s \| \| 2e \| Raymond Martin \| France \| Miko-Mercier-Vivagel \| + 2 min 10 s \| \| 3e \| Joaquim Agostinho \| Portugal \| Puch-Campagnolo-Sem \| + 3 min 19 s \| \| 4e \| Hennie Kuiper \| Pays-Bas \| Peugeot-Esso-Michelin \| + 3 min 49 s \| \| 5e \| Marino Lejarreta \| Espagne \| Teka \| + 3 min 59 s \| \| 6e \| Sven-Åke Nilsson \| Suède \| Miko-Mercier-Vivagel \| + 4 min 26 s \| \| 7e \| Paul Wellens \| Belgique \| TI-Raleigh-Creda \| + 4 min 56 s \| \| 8e \| Bernard Thévenet \| France \| Teka \| + 5 min 02 s \| \| 9e \| Joop Zoetemelk \| Pays-Bas \| TI-Raleigh-Creda \| + 5 min 08 s \| \| 10e \| Claude Criquielion \| Belgique \| Splendor-Admiral \| + 5 min 52 s \| \| 11e \| Robert Alban \| France \| La Redoute-Motobécane \| + 6 min 18 s \| \| 12e \| Christian Seznec \| France \| Miko-Mercier-Vivagel \| + 7 min 31 s \| \| 13e \| Alberto Fernández Blanco \| Espagne \| Teka \| + 9 min 50 s \| \| 14e \| Daniel Willems \| Belgique \| IJsboerke-Warncke Eis \| + 10 min 28 s \| \| 15e \| Jostein Wilmann \| Norvège \| Puch-Campagnolo-Sem \| + 13 min 00 s \| |                          |          |                       |                  |
| |                          |          |                       |                  |
| Sources : ProCyclingStats Cycling Archives |                          |          |                       |                  |
| Classement général |                          |          |                       |                  |
| Coureur | Coureur                  | Pays     | Équipe                | Temps            |
| 1er | Johan van der Velde      | Pays-Bas | TI-Raleigh-Creda      | 37 h 47 min 45 s |
| 2e | Raymond Martin           | France   | Miko-Mercier-Vivagel  | + 2 min 10 s     |
| 3e | Joaquim Agostinho        | Portugal | Puch-Campagnolo-Sem   | + 3 min 19 s     |
| 4e | Hennie Kuiper            | Pays-Bas | Peugeot-Esso-Michelin | + 3 min 49 s     |
| 5e | Marino Lejarreta         | Espagne  | Teka                  | + 3 min 59 s     |
| 6e | Sven-Åke Nilsson         | Suède    | Miko-Mercier-Vivagel  | + 4 min 26 s     |
| 7e | Paul Wellens             | Belgique | TI-Raleigh-Creda      | + 4 min 56 s     |
| 8e | Bernard Thévenet         | France   | Teka                  | + 5 min 02 s     |
| 9e | Joop Zoetemelk           | Pays-Bas | TI-Raleigh-Creda      | + 5 min 08 s     |
| 10e | Claude Criquielion       | Belgique | Splendor-Admiral      | + 5 min 52 s     |
| 11e | Robert Alban             | France   | La Redoute-Motobécane | + 6 min 18 s     |
| 12e | Christian Seznec         | France   | Miko-Mercier-Vivagel  | + 7 min 31 s     |
| 13e | Alberto Fernández Blanco | Espagne  | Teka                  | + 9 min 50 s     |
| 14e | Daniel Willems           | Belgique | IJsboerke-Warncke Eis | + 10 min 28 s    |
| 15e | Jostein Wilmann          | Norvège  | Puch-Campagnolo-Sem   | + 13 min 00 s    |

## Étapes
| Étape       | Date   | Villes étapes                     | type                         | Distance (km) | Vainqueur d'étape    | Leader du classement général |
| ----------- | ------ | --------------------------------- | ---------------------------- | ------------- | -------------------- | ---------------------------- |
| Prologue    | 26 mai | Évian-les-Bains – Évian-les-Bains | prologue                     | 7             | Joop Zoetemelk       | Joop Zoetemelk               |
| 1re a étape | 27 mai | Évian-les-Bains – Mâcon           |                              | 202           | Patrick Friou        | Joop Zoetemelk               |
| 1re b étape | 27 mai | Mâcon – Hurigny                   | contre-la-montre par équipes | 15            | Miko-Mercier-Vivagel | Christian Seznec             |
| 2e étape    | 28 mai | Mâcon – Saint-Étienne             |                              | 253           | Guido Van Calster    | Christian Seznec             |
| 3e a étape  | 29 mai | Saint-Étienne – Vienne            |                              | 104           | Sean Kelly           | Christian Seznec             |
| 3e b étape  | 29 mai | La Voulte-sur-Rhône – Lyon        | contre-la-montre individuel  | 33,25         | Claude Criquielion   | Claude Criquielion           |
| 4e étape    | 30 mai | La Voulte-sur-Rhône – Orange      |                              | 220           | Jean-Marie Michel    | Claude Criquielion           |
| 5e étape    | 31 mai | Orange – Orange                   |                              | 188           | Charles Jochums      | Claude Criquielion           |
| 6e étape    | 1 juin | Gap – Grenoble                    |                              | 166           | Johan van der Velde  | Johan van der Velde          |
| 7e étape    | 2 juin | Veurey-Voroize – mont Revard      |                              | 208           | Raymond Martin       | Johan van der Velde          |